# Nils Matias Weckström
Nils Matias Weckström, vanligen N.M. Weckström, född 13 augusti 1830 i Helsingfors, död där 19 december 1863, var en finländsk arkitekt. 
Weckström, som var son till tidningsexpeditör Mathias Weckström och Alexandra Uschakoff, var elev vid Helsingfors privatlyceum 1843–1847. Han inskrevs vid Helsingfors universitet 1847 och avlade större kameralexamen 1851. Han reste därefter utrikes för studier och var senare verksam som arkitekt.